# Siderische en tropische dierenriem
De siderische en tropische dierenriem zijn twee verschillende dierenriemen waarvan astrologen gebruikmaken.
Siderisch (van Latijn: sidus, ster) en tropisch (van Oudgrieks: τρέπειν. trepein, wenden of keren) zijn astronomische termen die op verschillende wijzen een "jaar" definiëren. Ze refereren ook aan twee systemen van ecliptische coördinaten waar astrologen mee werken. Beide verdelen de ecliptica in een aantal tekens, genoemd naar sterrenbeelden, maar terwijl de siderische deze tekens bepaalt op basis van de 'vaste sterren', definieert het tropische systeem door het te baseren op de positie van het Lentepunt (de "lente-equinox") (dat wil zeggen de kruising van de ecliptica met de Hemelevenaar). Omwille van de precessie van de equinoxen, blijft de verhouding tussen de twee systemen niet onveranderlijk, maar drijven zij uit elkaar met ongeveer 1,4 booggraden per eeuw.
Het tropische systeem werd aangenomen tijdens de Hellenistische periode en blijft overheersen in de westerse astrologie. Een siderisch systeem wordt gebruikt in de Vedische astrologie, en in sommige 20e-eeuwse systemen van de westerse astrologie.
Terwijl de klassieke tropische astrologie is gebaseerd op de oriëntatie van de aarde ten opzichte van de zon en de planeten van het zonnestelsel, houdt de siderische astrologie ook rekening met de positie van 'vaste' sterren aan de hemelbol. De feitelijke posities van bepaalde vaste sterren en hun sterrenbeelden wordt bij deze vorm van astrologie ook in de tekening en de analyse van de horoscoop opgenomen.